# Udonis Haslem
Udonis Johneal Haslem (Miami, 9 giugno 1980) è un ex cestista statunitense.
Nato e cresciuto a Miami, ha frequentato l'Università della Florida e, dopo un anno in Francia da professionista, si è unito alla squadra della sua città natale, i Miami Heat. Con gli Heat Haslem ha vinto tre titoli NBA ed è attualmente primo in rimbalzi nella storia della franchigia. Ad oggi è uno dei soli tre giocatori ad aver giocato venti anni con la stessa squadra, insieme a Kobe Bryant con i Lakers e Dirk Nowitzki con i Mavs.

## Carriera NBA
Firma un contratto con i Miami Heat, dopo un anno passato in Francia, e prende parte alla sfida dei rookie durante l’All-Star weekend. A partire dalla stagione seguente, dopo il trasferimento di Lamar Odom ai Los Angeles Lakers in cambio di Shaquille O'Neal, entra a far parte del quintetto base. Al termine della stagione registra una media di 7,3 punti e 6,3 rimbalzi a partita.
Vince il campionato NBA con i Miami Heat nel 2006, segnando 17 punti in gara-6 contro i Dallas Mavericks, portando così gli Heat sul 4-2.
Il 10 novembre 2006, Haslem totalizza un career-high di 28 punti (con 9 rimbalzi) nella vittoria per 113-106 sui New Jersey Nets.
La stagione 2007-2008 si rivela per Udonis la più prolifica, con 12,0 punti di media, 9,0 rimbalzi e 1,4 assist in 36,8 minuti giocati a partita.
Il 12 luglio 2010, Haslem firma con gli Heat un nuovo contratto. Avrebbe ricevuto quasi 10 milioni di dollari in più se avesse firmato con i Dallas Mavericks o con i Denver Nuggets.
Ai play-off del 2011, dopo aver sconfitto i Philadelphia 76ers (4-1), i Boston Celtics (4-1) e i Chicago Bulls (4-1), gli Heat arrivano alle NBA Finals contro i Dallas Mavericks di Dirk Nowitzki e Jason Kidd, ma vengono battuti per 4-2, non riuscendo a vincere il secondo titolo nella storia della franchigia della Florida.
L'anno successivo gli Heat arrivano secondi in regular season con 46 vittorie e 20 sconfitte (la stagione è durata solo 66 partite a causa del lock-out che è durato fino a dicembre), accendendo così ai play-off, dove incontrano al primo round i New York Knicks che battono 4-1, poi gli Indiana Pacers, dove a causa di un infortunio capitato a Chris Bosh, Udonis inizia a giocare in quintetto base, e si rivelerà fondamentale per la serie, vinta per 4-2. In finale di conference affrontano i Boston Celtics, che sconfiggono in rimonta (grazie anche al rientro di Bosh) per 4-3. Alle Finals NBA affrontano gli Oklahoma City Thunder che battono per 4-1, diventando così per la seconda volta nella loro storia campioni NBA.
Con gli Heat la stagione successiva si rivela per Haslem e compagni ancora più dominante: gli Heat ottengono il miglior record dell'NBA, con 66 vittorie e 16 sconfitte, riuscendo nell'impresa di vincere 27 gare consecutive, seconda striscia vincente più lunga della storia, dietro ai soli Los Angeles Lakers del 1971-72 di Wilt Chamberlain e Jerry West che ottennero 33 vittorie consecutive.
Conclude la stagione con 75 partite giocate di cui 59 da titolare, con 18,9 minuti giocati. La franchigia di Miami arriva prima in regular season (66-16), e ai NBA playoffs supera prima i Milwaukee Bucks (4-0), poi i Chicago Bulls orfani di Derrick Rose, e in finale di conference gli Indiana Pacers di Paul George arrivando alle finals contro i San Antonio Spurs. Miami e San Antonio danno il via ad una combattutissima serie che portano sino a gara-7 dove Miami farà il back-to-back battendo gli Spurs 95-88. Per Haslem è il terzo anello NBA (il secondo consecutivo).
Dalla stagione 2013-2014, Haslem ha visto il suo tempo in campo diminuire in modo significativo. Dal 2016 ad oggi, Haslem ha sempre rinnovato il suo contratto di anno in anno, nonostante un'assenza quasi totale dal campo di gioco. Il ruolo di Haslem negli ultimi anni è stato fondamentale dal punto di vista dell'unità della squadra e dell'ambiente dello spogliatoio, oltre che nella crescita dei giovani talenti. Non sono mancate però le critiche da parte dei tifosi per il fatto che Haslem occupasse comunque un posto nel roster della squadra.
Il 23 agosto 2022 Haslem rinnova nuovamente il contratto per la sua ventesima stagione con gli Heat, alludendo al fatto che sarebbe stata la sua ultima stagione da giocatore. Il 9 aprile 2023, a 42 anni, gioca la sua ultima partita di regular season mettendo a referto 24 punti, 3 rimbalzi, 1 stoppata, 1 schiacciata e 3 tiri da tre punti in 25 minuti nella vittoria degli Heat sugli Orlando Magic. Non realizzava così tanti punti dal 2009, una schiacciata dal 2014 e in carriera non aveva mai segnato più di un 1 tiro da tre in una partita.
Il 7 Giugno 2023 gioca una trentina di secondi alla fine di gara 3 nella sconfitta in casa nelle finals contro i Denver Nuggets diventando così il giocatore più anziano in campo nelle finals Nba all'età di 43 anni.

## Statistiche
| † | Denota le stagioni in cui ha vinto il titolo |

### NCAA
| Anno      | Squadra        | PG  | PT  | MP   | TC%  | 3P% | TL%  | RP  | AP  | PRP | SP  | PP   |
| --------- | -------------- | --- | --- | ---- | ---- | --- | ---- | --- | --- | --- | --- | ---- |
| 1998-1999 | Florida Gators | 31  | -   | 21,3 | 60,3 | 0,0 | 59,2 | 5,0 | 0,8 | 0,7 | 0,7 | 10,5 |
| 1999-2000 | Florida Gators | 37  | -   | 22,4 | 57,9 | -   | 63,9 | 5,1 | 0,9 | 0,8 | 0,8 | 11,8 |
| 2000-2001 | Florida Gators | 31  | -   | 28,1 | 59,7 | -   | 70,9 | 7,5 | 1,0 | 0,8 | 1,0 | 16,8 |
| 2001-2002 | Florida Gators | 31  | -   | 28,3 | 56,2 | 0,0 | 69,4 | 8,3 | 1,6 | 0,9 | 1,3 | 16,0 |
| Carriera  | Carriera       | 130 | 130 | 24,9 | 58,4 | 0,0 | 66,6 | 6,4 | 1,1 | 0,8 | 0,9 | 13,7 |

### NBA

#### Regular season
| Anno       | Squadra    | PG  | PT  | MP   | TC%  | 3P%  | TL%  | RP  | AP  | PRP | SP  | PP   |
| ---------- | ---------- | --- | --- | ---- | ---- | ---- | ---- | --- | --- | --- | --- | ---- |
| 2003-2004  | Miami Heat | 75  | 24  | 23,9 | 45,9 | 0,0  | 76,5 | 6,3 | 0,7 | 0,4 | 0,3 | 7,3  |
| 2004-2005  | Miami Heat | 80  | 80  | 33,4 | 54,0 | 0,0  | 79,1 | 9,1 | 1,4 | 0,8 | 0,5 | 10,9 |
| 2005-2006† | Miami Heat | 81  | 80  | 30,8 | 50,8 | 0,0  | 78,9 | 7,8 | 1,2 | 0,6 | 0,2 | 9,3  |
| 2006-2007  | Miami Heat | 79  | 79  | 31,4 | 49,2 | 0,0  | 68,0 | 8,3 | 1,2 | 0,6 | 0,3 | 10,7 |
| 2007-2008  | Miami Heat | 49  | 48  | 36,8 | 46,7 | -    | 81,0 | 9,0 | 1,4 | 0,8 | 0,4 | 12,0 |
| 2008-2009  | Miami Heat | 75  | 75  | 35,1 | 51,8 | -    | 75,3 | 8,2 | 1,1 | 0,6 | 0,3 | 10,6 |
| 2009-2010  | Miami Heat | 78  | 0   | 27,9 | 49,4 | -    | 76,2 | 8,1 | 0,7 | 0,4 | 0,3 | 9,9  |
| 2010-2011  | Miami Heat | 13  | 0   | 26,5 | 51,2 | -    | 80,0 | 8,2 | 0,5 | 0,5 | 0,2 | 8,0  |
| 2011-2012† | Miami Heat | 64  | 10  | 24,8 | 42,3 | -    | 81,4 | 7,3 | 0,7 | 0,5 | 0,4 | 6,0  |
| 2012-2013† | Miami Heat | 75  | 59  | 18,9 | 51,4 | -    | 71,1 | 5,4 | 0,5 | 0,4 | 0,2 | 3,9  |
| 2013-2014  | Miami Heat | 46  | 18  | 14,2 | 50,7 | -    | 56,8 | 3,8 | 0,3 | 0,2 | 0,3 | 3,8  |
| 2014-2015  | Miami Heat | 62  | 25  | 16,0 | 44,8 | 20,0 | 70,3 | 4,2 | 0,7 | 0,3 | 0,2 | 4,2  |
| 2015-2016  | Miami Heat | 37  | 0   | 7,0  | 33,7 | 11,1 | 75,0 | 2,0 | 0,4 | 0,1 | 0,1 | 1,6  |
| 2016-2017  | Miami Heat | 16  | 0   | 8,1  | 47,8 | 0,0  | 60,0 | 2,3 | 0,4 | 0,4 | 0,1 | 1,9  |
| 2017-2018  | Miami Heat | 14  | 0   | 5,1  | 20,0 | 12,5 | 50,0 | 0,7 | 0,4 | 0,0 | 0,1 | 0,6  |
| 2018-2019  | Miami Heat | 10  | 1   | 7,4  | 33,3 | 0,0  | 75,0 | 2,7 | 0,2 | 0,0 | 0,0 | 2,5  |
| 2019-2020  | Miami Heat | 4   | 1   | 11,0 | 36,4 | 33,3 | 75,0 | 4,0 | 0,3 | 0,0 | 0,0 | 3,0  |
| 2020-2021  | Miami Heat | 1   | 0   | 3,0  | 100  | -    | -    | 1,0 | 0,0 | 0,0 | 0,0 | 4,0  |
| 2021-2022  | Miami Heat | 13  | 0   | 6,4  | 45,2 | 25,0 | 100  | 1,9 | 0,3 | 0,1 | 0,1 | 2,5  |
| 2022-2023  | Miami Heat | 7   | 1   | 10,1 | 34,5 | 33,3 | 80,0 | 1,6 | 0,0 | 0,1 | 0,3 | 3,9  |
| Carriera   | Carriera   | 879 | 501 | 24,7 | 48,9 | 12,7 | 75,6 | 6,6 | 0,8 | 0,5 | 0,3 | 7,5  |

#### Play-off
| Anno     | Squadra    | PG  | PT | MP   | TC%  | 3P% | TL%  | RP   | AP  | PRP | SP  | PP  |
| -------- | ---------- | --- | -- | ---- | ---- | --- | ---- | ---- | --- | --- | --- | --- |
| 2004     | Miami Heat | 13  | 0  | 15,3 | 39,4 | -   | 67,7 | 3,4  | 0,2 | 0,4 | 0,2 | 3,6 |
| 2005     | Miami Heat | 15  | 15 | 36,2 | 49,1 | -   | 73,9 | 10,0 | 1,0 | 0,5 | 0,4 | 9,2 |
| 2006†    | Miami Heat | 22  | 22 | 29,5 | 49,3 | 0,0 | 68,3 | 7,4  | 0,8 | 0,6 | 0,3 | 8,6 |
| 2007     | Miami Heat | 4   | 4  | 25,8 | 48,0 | -   | 75,0 | 5,3  | 1,0 | 0,3 | 0,5 | 7,5 |
| 2009     | Miami Heat | 7   | 7  | 29,1 | 54,3 | -   | 90,0 | 8,7  | 0,4 | 0,4 | 0,4 | 8,4 |
| 2010     | Miami Heat | 5   | 0  | 28,4 | 35,1 | -   | 66,7 | 7,4  | 0,8 | 0,2 | 0,2 | 6,0 |
| 2011     | Miami Heat | 12  | 0  | 24,2 | 39,7 | -   | 90,0 | 4,5  | 0,8 | 0,5 | 0,3 | 5,3 |
| 2012†    | Miami Heat | 22  | 11 | 20,5 | 45,5 | -   | 74,3 | 6,4  | 0,6 | 0,2 | 0,3 | 4,8 |
| 2013†    | Miami Heat | 22  | 19 | 16,2 | 59,3 | -   | 57,1 | 3,6  | 0,3 | 0,7 | 0,2 | 5,0 |
| 2014     | Miami Heat | 16  | 6  | 10,6 | 45,9 | -   | 60,0 | 2,6  | 0,3 | 0,1 | 0,2 | 2,5 |
| 2016     | Miami Heat | 9   | 0  | 9,4  | 53,3 | -   | 71,4 | 3,4  | 0,4 | 0,0 | 0,1 | 2,3 |
| 2023     | Miami Heat | 2   | 0  | 1,5  | 0,0  | 0,0 | -    | 0,5  | 0,0 | 0,0 | 0,0 | 0,0 |
| Carriera | Carriera   | 149 | 84 | 21,5 | 47,8 | 0,0 | 71,3 | 5,5  | 0,6 | 0,4 | 0,3 | 5,6 |

#### Massimi in carriera
- Massimo di punti: 28 (2 volte)[13]
- Massimo di rimbalzi: 19 vs New Jersey Nets  (28 aprile 2005)
- Massimo assist: 7 vs Phoenix Suns (5 gennaio 2007)
- Massimo di palle rubate: 5 vs Philadelphia 76ers (14 aprile 2006)
- Massimo di stoppate: 3 (4 volte)
- Massimo di minuti giocati: 53 vs Utah Jazz (14 marzo 2009)

## Palmarès

### Club
- Campionato NBA: 3

Miami Heat: 2006, 2012, 2013

### Individuale
- NCAA AP All-America Third Team: 1

2001
- NBA All-Rookie Second Team: 1

2004